# Ekonomické důsledky klimatických změn
Článek obsahuje informaci o ekonomických důsledcích současných klimatických změn. Změny klimatu mají vliv na lidské zdraví, ekosystémy, energetickou potřebu (viz energetická bezpečnost) a ekonomiku. Vzhledem k specifickým metodám ekonomického prognózování (viz ekonomická analýza), hodnocení výsledků globálního oteplování během 21. století byly mnohem odlišné. Spousta analýz, např. Stern Review, prognózovali snížení světového HDP o několik procent kvůli nákladům, spojeným s klimatickými změnami. Například odstranění výsledků extrémních přírodních jevů. V jiných ekonomických výzkumech o vlivu klimatických změn reprezentované jak shodné tak protikladné názory a výsledky.

## Rozdělení dopadů
Účinky klimatických změn mohou být měřené jako ekonomická hodnota(Smith a kol:2001:936-941). Je to dobře vidět na trhu, tj. klimatické změny mají přímý vliv na tržní operace a na HDP. Mnohem těžší spočítat ekonomické míry netržních účinků, například vliv klimatických změn na zdraví a ekosystémy. Níže jsou uvedené obtíži v ocenění:
- Náchylnost: Ve srovnání s vyspělými státy existuje omezené porozumění potenciálních důsledků klimatických změn v rozvojových zemích.
- Adaptace: Schopnost socio-ekologického systému přizpůsobit se změnám klimatu, podnětům nebo jejich účinkům a dopadům se běžně nazývá adaptivní kapacita.[3] Zranitelnost obcí a regionů vůči dopadům změn klimatu je adaptivní kapacitou výrazně ovlivněna. Budoucí úroveň adaptačního potenciálu k klimatickým změnám ve společnosti a přírodních systémech zapůsobí na to , jak klimatické změny ovlivní společnost. Hodnocení může podcenit nebo naopak přecenit adaptivní schopnost, což vede k podcenění nebo přecenění pozitivních a negativních výsledků.
- Sociálně-ekonomické tendence: Budoucí prognózy rozvoje ovlivňují hodnocení budoucích výsledků klimatických změn.

Podle Smitha a kol.(2001:957-958):
- Klimatické změny přivedou k rostoucí nerovnosti příjmů uvnitř a mezi státy.
- Nevelké zvýšení průměrné teploty o 2 °C přivede k negativnímu vlivu na tržní sektor v rozvojových zemích a k pozitivnímu vlivu ve vyspělých státech.
- Při zvýšení průměrné teploty o více něž 3 °C, negativní účinky se budou zintenzivňovat. Pozitivní účinky se budou snižovat a konečně se stanou negativní.

### Regiony
Změna klimatu postihuje všechny regiony světa. Ledovce v Arktidě i Antarktidě ustupují, hladina moří stoupá. V některých regionech dochází stále častěji k extrémním povětrnostním jevům a srážkám, zatímco v jiných se zase lidé potýkají s intenzivnějšími teplotními vlnami a obdobími extrémního sucha.
- Afrika: Africké pobřeží je ekonomicky významném regionem. Desanker a kol. (2001:490) došli k závěru, že klimatické změny přivedou ke zvýšení hladiny moře, abraze a zatopení. Desanker a kol.(2001) předpověděli, že takové změny značně ovlivní africkou společnost a ekonomiku.[5]
- Pobřežní území: Nicholls a kol. (2007:338-339) došli k závěru, že sociálně-ekonomické důsledky klimatických změn budou velmi nepříznivé.[6] Nicméně existuje několik výhod. Například objev nových mořských tras kvůli zmenšení plochy mořského ledu. Náklady, tykající se zvýšení hladiny moře, budou vyšší u rozvojových zemí.
- Polární regiony: Anisimov a kol. (2001:804) probrali literaturu, tykající se vlivu klimatických změn v polárních regionech. S velkou jistotou došli k závěru, že klimatické změny zvednou ekonomické náklady. Nové možnosti pro obchod a námořní dopravu v Severním ledovém oceánu, snížení provozních nákladů na topení v neposlední řadě mohou mít ekonomické přínosy.[7]
- Malé ostrovy: Mimura a kol. (2007:689) dospěli k závěru, že na malých ostrovech důsledky klimatických změn, převážně v cestovním ruchu, budou negativní. Turismus tam má velký vliv na HDP a zaměstnanost.[8]
- Evropa:Ve městech, kde žije 80 % Evropanů, se častěji setkáváme s vlnami veder, záplavami nebo zvyšováním hladiny moří. Města jsou přitom na tyto průvodní jevy změny klimatu nedostatečně připravena.[4]

### Tržní sektor
V roce 2019 Mezinárodní organizace práce vydala vyhlášení pod názvem „Práce na teplejší planetě: Dopad tepelného stresu na produktivitu práce a slušnou práci“, v níž tvrdí, že i když zvýšení teploty bude omezené o 1,5 °C, v roce 2030 způsobí změna klimatu každoročně ztráty produktivity dosahující 2,2% veškeré pracovní doby. To odpovídá 80 milionům pracovních míst na plný úvazek, anebo 2 400 miliard dolarů. Očekává se, že nejvíce postiženým odvětvím bude zemědělství, které by podle odhadů mělo představovat 60% této ztráty. Odhaduje se také, že bude mít vážný dopad na odvětví stavebnictví, což představuje 19% předpokládaných ztrát. Mezi nejvíc ohrožená odvětví patří environmentální zboží a služby, sběr odpadu, nouzové situace, opravy, doprava, cestovní ruch, sport a některé formy industrickích praci.

### Zemědělství
Zkoumání ekonomických dopadů zdvojnásobení oxidu uhličitého v atmosféře (CO2) z předindustriálních nivou dospěly v závislosti na základních předpokladech k závěru, že by to mělo mírně negativní až středně pozitivní agregovaný efekt (tj. Celkové dopady ve všech regionech) na sektor zemědělství (Smith et al., 2001: 938) . Tento souhrnný účinek skrývá značné regionální rozdíly, přičemž přínosy se většinou předpovídají v rozvinutém světě a silně negativní dopady na populaci jsou špatně napojené na regionální a globální obchodní systémy.

### Ostatní sektory
Změny klimatu ovlivní řadu dalších odvětví, včetně živočišné výroby, lesnictví a rybářství. Mezi další odvětví , které jsou citlivé na změnu klimatu, patří energetika, pojišťovnictví, cestovní ruch a rekreace. Souhrnný dopad změny klimatu na většinu z těchto odvětví je vysoce nejistý (Schneider et al., 2007: 790).

### Jiné sektory a systémy
- Zásoby sladké vody. V tomto sektoru náklady a přínosy klimatických změn mohou mít různé formy, včetně finančních nákladů a přínosů, změny v ekosystémech ( vyhynulé živočišné druhy). Kundczewicz a kol.(2007:191) objevili, že jen některé z těchto nákladů mají peněžní podobu.[9] Pokud jde o zásobování vodou, prognózovali, že náklady budou větší než přínosy.
- Infrastruktura. Poškození majetku či infrastruktury, jakož i lidského zdraví v důsledku těchto změn představují pro společnost a hospodářství vysoké náklady. V období 1980–2011 bylo povodněmi zasaženo více než 5,5 milionu obyvatel, přičemž přímé hospodářské ztráty činily přes 90 miliard eur. Poškozeny jsou především hospodářská odvětví, jež jsou odkázána na určité množství srážek a určité teploty, jako je například zemědělství, lesnictví, energetika a cestovní ruch.[4]

## Souhrnné dopady
Souhrnné dopady zobrazují celkový dopad změny klimatu na odvětví a / nebo regiony (IPCC, 2007a: 76). Při vytváření souhrnných dopadů existuje řada obtíží, jako je předpovídání schopnosti společností přizpůsobit se změně klimatu a odhad, jak se bude vyvíjet budoucí hospodářský a sociální rozvoj (Smith et al., 2001: 941). Je také nutné, aby výzkumný pracovník provedl subjektivní posouzení hodnoty významu dopadů vyskytujících se v různých hospodářských odvětvích, v různých regionech a v různých časech.
Zpráva vlády Spojených států v listopadu 2018 zvýšila možnost, že americké HDP klesne o 10% v důsledku oteplovacího klimatu, včetně obrovských změn v geografii, demografii a technologii.
Smith a kol. (2001) posoudili literaturu o souhrnných dopadech změny klimatu. Se střední důvěrou dospěli k závěru, že malé zvýšení průměrné globální teploty (až o 2 °C, měřeno proti úrovním v roce 1990) by mělo za následek souhrnný dopad na tržní sektor plus nebo minus několik procent světového HDP. Smith a kol. (2001) zjistili, že v případě malého až středního (2–3 °C) globálního průměrného zvýšení teploty některé studie předpovídaly mírný pozitivní vliv na tržní podmínky.
Většina studií, které hodnotili, předpokládala zhoršující se podmínky po zvýšení střední teploty, s dalšími ztrátami po zvýšení (nad 3 °C) teploty.
Některé ze studií hodnocených Schneiderem a kol. (2007: 790) předpověděli, že hrubý světový produkt by se mohl zvýšit při oteplení o 1 až 3 °C (vzhledem k teplotám v období 1990–2000), a to zejména kvůli agregovaným přínosům v zemědělském odvětví. Podle názoru Schneider a kol. (2007), tyto odhady přinesly nízkou důvěru. Stern (2007) hodnotil dopady změny klimatu pomocí základní ekonomiky rizikových prémií (Yohe et al., 2007: 821). Zjistil, že nezměněná změna klimatu by mohla mít za následek snížení blahobytu odpovídající trvalému průměrnému poklesu globální spotřeby na obyvatele nejméně o 5%. Studie Stern (2007) obdržela kritiku i podporu od jiných ekonomů (další informace viz Sternova recenze). IPCC (2007a) dospěl k závěru, že „souhrnné odhady nákladů zakrývají významné rozdíly v dopadech napříč odvětvími, regiony a obyvatelstvem a velmi pravděpodobně podceňují náklady na škodu, protože nemohou zahrnovat mnoho nevyčíslitelných dopadů.“
Richard S Tol dvakrát revidoval své stanovisko začleněné do obr. 10-1 ve zprávách IPCC ze své "The Economic Effects of Climate Change". Ve druhé revizi říká: „Diskuse IPCC o tomto obrázku nabízí několik užitečných upozornění ohledně interpretace:“ a cituje toto:
„Odhady se shodují na rozsahu dopadu (malý ve srovnání s hospodářským růstem) a 17 z 20 odhadů dopadu uvedených na obrázku 10-1 je záporných. Ztráty se zrychlují s větším oteplováním a odhady se odchylují. Nové odhady mírně rozšířily nejistota ohledně ekonomických dopadů na klima. Dopady na sociální zabezpečení byly odhadnuty různými metodami, počínaje odbornou elicitací až po ekonometrické studie a simulační modely. Různé studie zahrnují různé aspekty dopadů změny klimatu, ale žádný odhad není úplný, většina odborníků spekuluje, že vyloučené dopady jsou na bilanci záporné. Odhady napříč studiemi odrážejí různé předpoklady o mezisektorových, meziregionálních a mezioborových interakcích, o přizpůsobení a o peněžních hodnotách dopadů. Souhrnné odhady nákladů maskují významné rozdíly v dopadech napříč odvětvími, regiony, zeměmi a obyvatelstvem. Ve vztahu k jejich příjmu jsou ekonomické dopady na chudší lidi vyšší. “

### Okrajové dopady
Sociální náklady na uhlík (SCC) jsou souhrnným měřítkem dopadů změny klimatu. Je definována jako přírůstkové (nebo mezní) sociální náklady na emise jedné tuny uhlíku (jako oxidu uhličitého) do atmosféry v kterémkoli okamžiku (Yohe et al., 2007: 821). Různé GHG mají různé sociální náklady. Například kvůli jejich větší fyzické kapacitě zachytit infračervené záření mají HFC výrazně vyšší sociální náklady na tunu emisí než oxid uhličitý. Další fyzickou vlastností, která ovlivňuje sociální náklady, je atmosférická životnost skleníkových plynů.
Odhady SCC jsou vysoce nejisté a pokrývají široký rozsah (Klein et al., 2007: 756). Nesrovnalosti v odhadech lze rozdělit na normativní a empirické parametry (Fisher et al., 2007: 232). Mezi klíčové normativní parametry patří agregace dopadů v čase a regionech. Další parametry se týkají empirické platnosti odhadů SCC. To odráží nízkou kvalitu údajů, na nichž jsou odhady založeny, a obtížnost předvídat, jak bude společnost reagovat na budoucí změnu klimatu. V hodnocení literatury Klein et al. (2007: 757) umístil nízkou důvěru v odhady SCC.

### Analýza citlivosti
Analýza citlivosti umožňuje změnit předpoklady v souhrnné analýze, aby se zjistilo, jaký to má dopad na výsledky (Smith et al., 2001: 943):
- Tvar funkce poškození: To souvisí s dopady na změnu koncentrací skleníkových plynů v atmosféře (GHG). Existuje jen málo informací o tom, jaký je správný tvar (např. Lineární nebo krychlový) této funkce. Ve srovnání s lineární funkcí vykazuje krychlová funkce relativně malá poškození pro malé zvýšení teploty, ale ostřeji rostoucí poškození při vyšších teplotách.
- Míra změny klimatu: Má se za to, že je to důležitý determinant dopadů, často proto, že ovlivňuje čas, který je k dispozici pro přizpůsobení.
- Diskontní sazba a časový horizont: Modely použité v souhrnných studiích naznačují, že k nejzávažnějším dopadům změny klimatu dojde v budoucnosti. Odhadované dopady jsou proto citlivé na časový horizont (do jaké míry daná studie dopadá do budoucnosti) a na diskontní sazbu (hodnota přiřazená spotřebě v budoucnosti versus spotřeba dnes).
- Kritéria sociální péče: Souhrnná analýza je zvláště citlivá na vážení (tj. Relativní důležitost) dopadů, ke kterým dochází v různých regionech a v různých časech. Studie Fankhausera a kol. (1997) a Azar (1999) zjistili, že větší obavy ohledně rozdělení dopadů vedou k závažnějším předpovědím souhrnných dopadů.
- Nejistota: Obvykle se posuzuje pomocí analýzy citlivosti, ale lze ji také považovat za problém zajištění. EMF (1997) zjistil, že rozhodnutí o tom, jak zajistit, závisí na averzi společnosti k rizikům změny klimatu a potenciálním nákladům na pojištění proti těmto rizikům.

### Výhody a nevýhody
Existuje několik výhod používání souhrnných hodnocení k měření dopadů změny klimatu (Smith et al., 2001: 954). Umožňují přímé srovnání dopadů mezi různými regiony a časy. Dopady lze srovnávat s jinými environmentálními problémy a také s náklady na předcházení těmto dopadům. Problém agregovaných analýz spočívá v tom, že často redukují různé typy dopadů na malý počet ukazatelů. Lze tvrdit, že některé dopady na to nejsou vhodné, např. Monetizace úmrtnosti a ztráta druhové rozmanitosti. Na druhé straně, Pearce (2003: 364) tvrdil, že tam, kde jsou peněžní náklady na vyhýbání se dopadům, není možné vyhnout se peněžnímu ohodnocení těchto dopadů.

## Relativní dopady
Důsledky klimatických změn mohou být porovnané s jinými vlivy na lidskou společnost a životní prostředí. Následující ekonomický rozvoj může značně ovlivnit výsledky klimatických změn.
Některé ekosystémy budou nejvíc podrobené změnám (např. korálové útesy). V dlouhém časovém horizontu (po r.2050), klimatické změny se mohou stát zásadním faktorem zániku biodiverzity v globálním měřítku.
Pravděpodobně, že sociálně-ekonomické důsledky klimatických změn budou nejhorší ve společnostech, majících sklon k jiným negativním faktorům. Například rozvojové země jsou do velké míry závislé na přirozeném prostředí a kvůli tomu nejvíc citlivé k extrémním povětrnostním podmínkám a patrně, že se jich nejvíc dotkne změna klimatu. Všeobecně, jiné změny (např. demografické nebo technologické) mají větší vliv na lidskou společnost, než změny klimatické. Z jiné strany, vážné následky mohou nastat v souvislosti s výraznými změnami v přírodě a společnosti.